# Robertus Junius

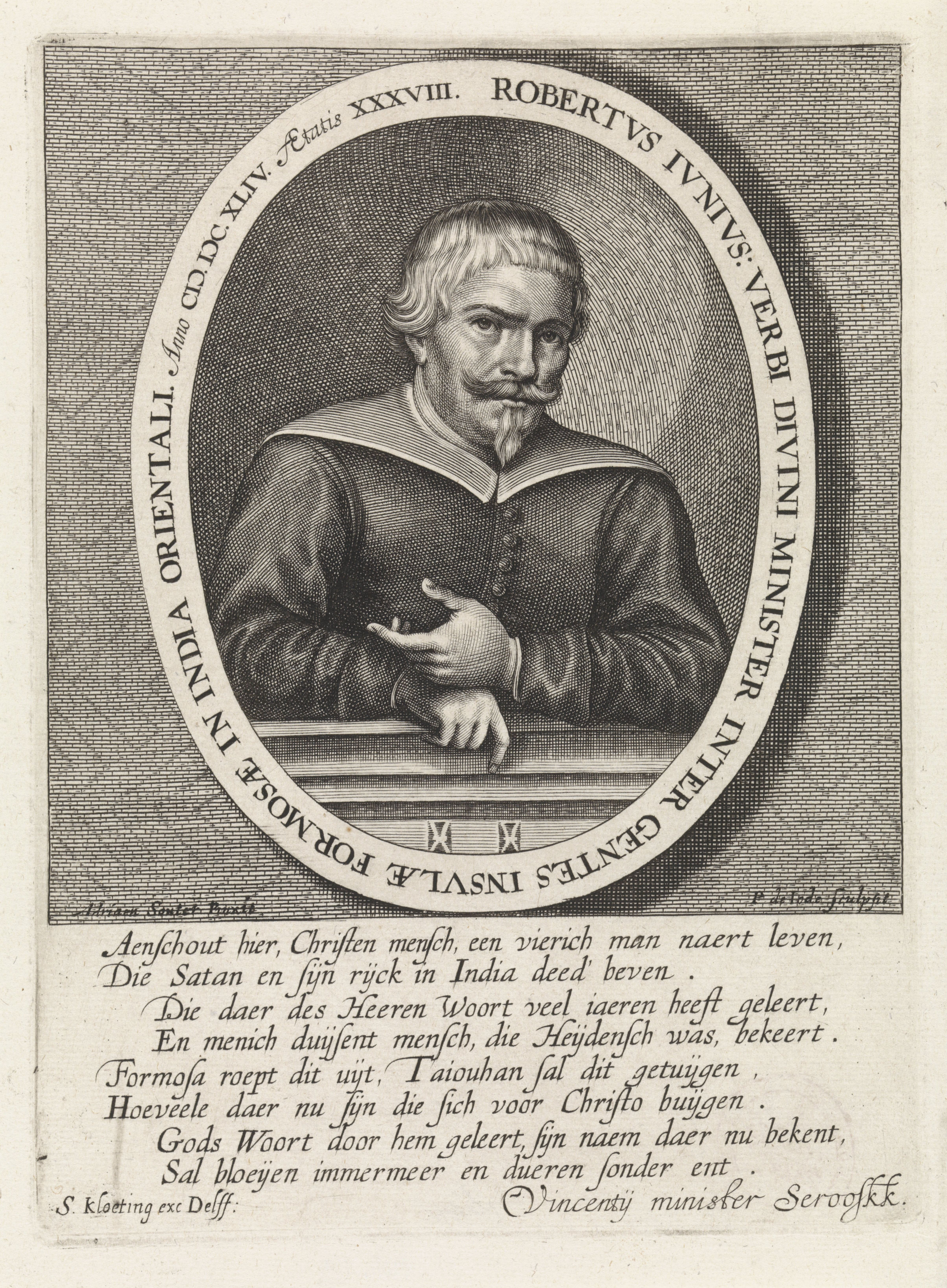
Porträt von Junius (Pieter de Jode, 1644)

Robertus Junius, eigentlich Robert de Jonghe, (* 1606 in Rotterdam; † 22. August 1655 in Amsterdam) war ein Missionar der Niederländisch-reformierten Kirche in Niederländisch-Formosa.

## Leben
Der in Rotterdam geborene Robertus Junius studierte Theologie an der Universität Leiden und besuchte das Kolleg von Antonius Walaeus, in dem Missionare für den Dienst in Übersee ausgebildet wurden. Nach seinem Abschluss im Jahr 1628 wurde er im Dienst der Niederländischen Ostindien-Kompanie (VOC) nach Batavia, der Hauptstadt Niederländisch-Indiens entsandt. Hier heiratete er Geertruyd van Nederhoven und ging dann als Missionar nach Formosa (Taiwan).

## Missionarstätigkeit

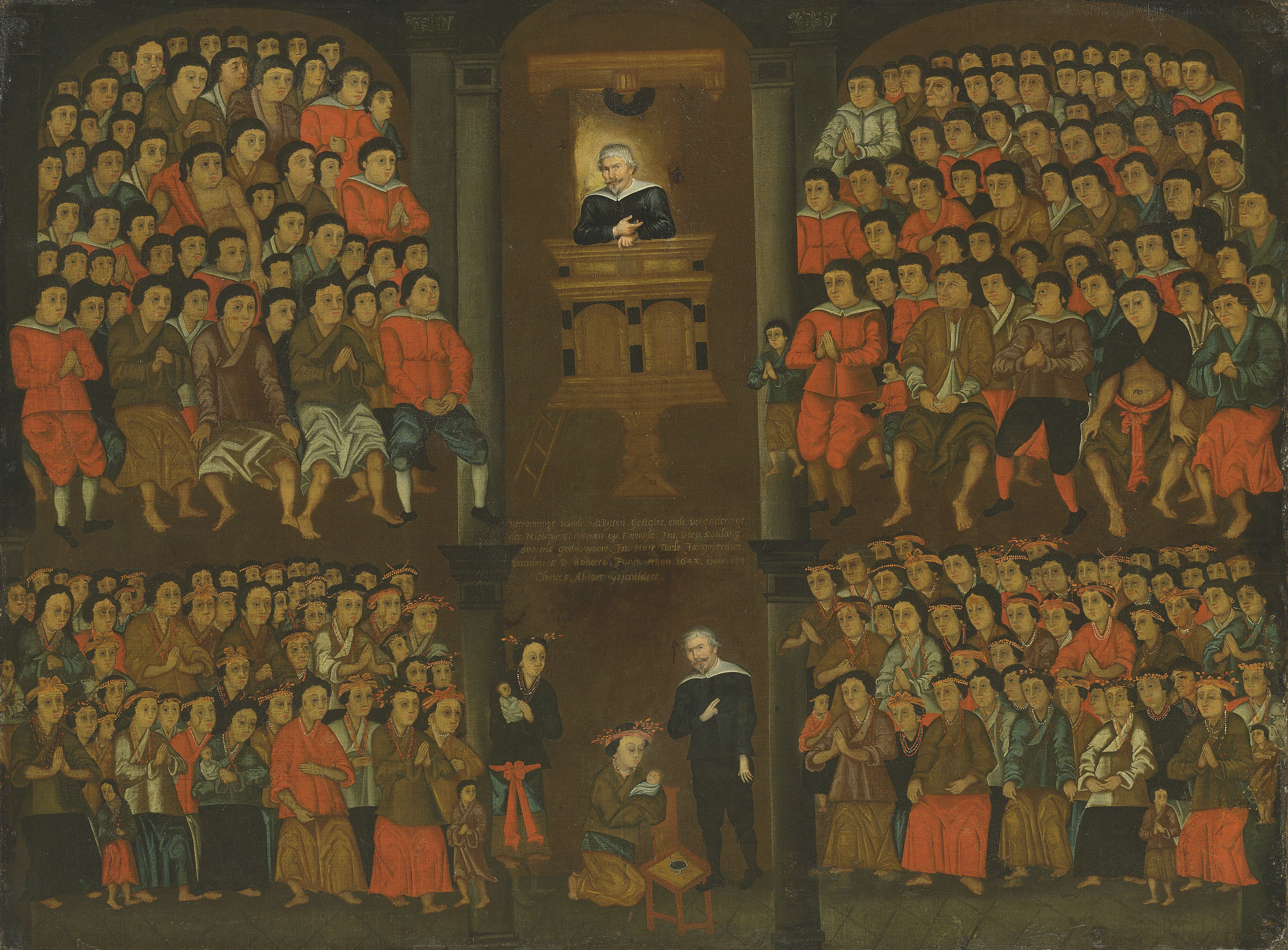
Junius bei der Taufe von Ureinwohnern in Soulang, Ölgemälde von 1643

Junius kam im Jahr 1629 auf Formosa an. Nach Georgius Candidius war er der zweite christliche Missionar auf der Insel. Nach einem Aufenthalt in Fort Zeelandia, während dessen er die Sprache des Ureinwohnervolks der Siraya lernte, ließ er sich im Dorf Sakam (heute Tainan-Südbezirk) nieder.
Junius predigte das Christentum und unterrichtete die Siraya im Lesen und Schreiben ihrer Sprache, wobei er das lateinische Schriftsystem, das Candidius für das Siraya geschaffen hatte, sowie von ihm selbst verfasste Lehrwerke in dieser Sprache verwendete. 1636 eröffnete er eine Schule für Jungen, die als die erste Schule Taiwans betrachtet wird. Junius befürwortete nicht nur die Entsendung weiterer Missionare nach Formosa, sondern auch die Ausbildung von Taiwanern in den Niederlanden.
Gegen Ende seines vierzehnjährigen Aufenthalts auf Formosa berichtete Junius nach Batavia, er habe allein im Ort Soulang (heute Jiali) 1070 Menschen getauft, sowie "eine entsprechende Anzahl in den anderen Dörfern".
Junius’ Ansatz, gänzlich in der Sprache der Ureinwohner zu missionieren und dabei ihre kulturellen Voraussetzungen zu berücksichtigen, wurde von manchen scharf kritisiert.

## Diplomatische Tätigkeit
Bei bewaffneten Konflikten zwischen den Kolonialherren und den Ureinwohnern, besonders den Bewohnern des Dorfes Mattau (heute Madou), und beim Friedensschluss 1636, mit dem die Einheimischen die niederländische Oberhoheit anerkannten, spielte Junius eine bedeutende Rolle als Diplomat und Vermittler. Seine Berichte nach Batavia sind eine wichtige Quelle zum Zeitgeschehen.

## Rückkehr in die Niederlande
Nach Ablauf seiner Kommission kehrte Junius 1644 in die Niederlande zurück und ließ sich in Delft nieder, wo er im folgenden Jahr seine zweite Frau Elisabeth van den Corput heiratete und als Pfarrer tätig war. 1653 wechselte er nach Amsterdam, wo er neben seinem Amt als Pfarrer angehende Missionare unterrichtete. Zu seinen Schülern gehörte Philippus Baldaeus.
Junius starb am 22. August 1655 an der Pest.